# 羽尾信號場

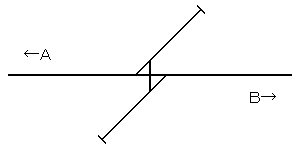
站內配線圖 A:冠着 B:姨捨

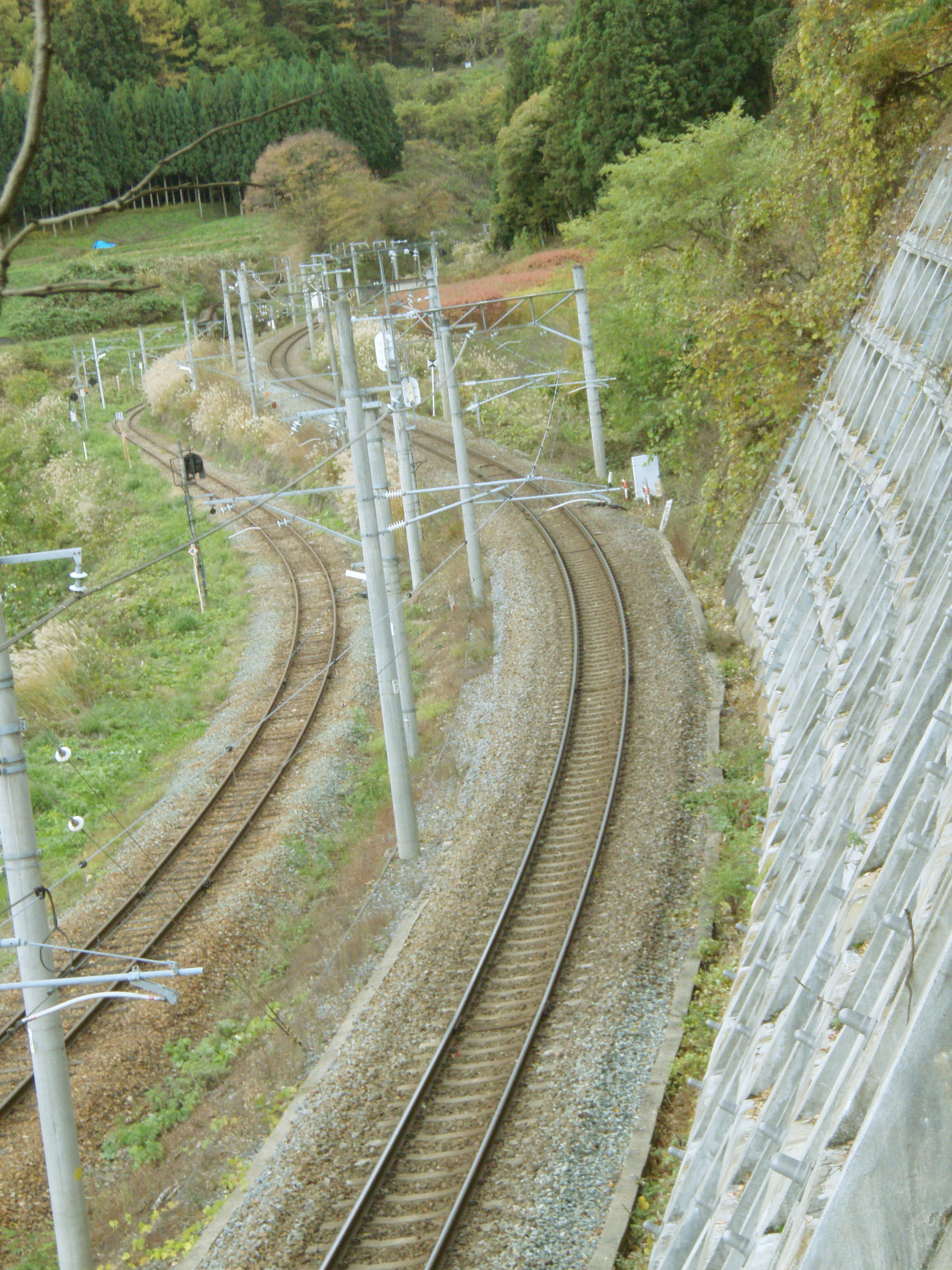
冠着站方向，安全側線及正線

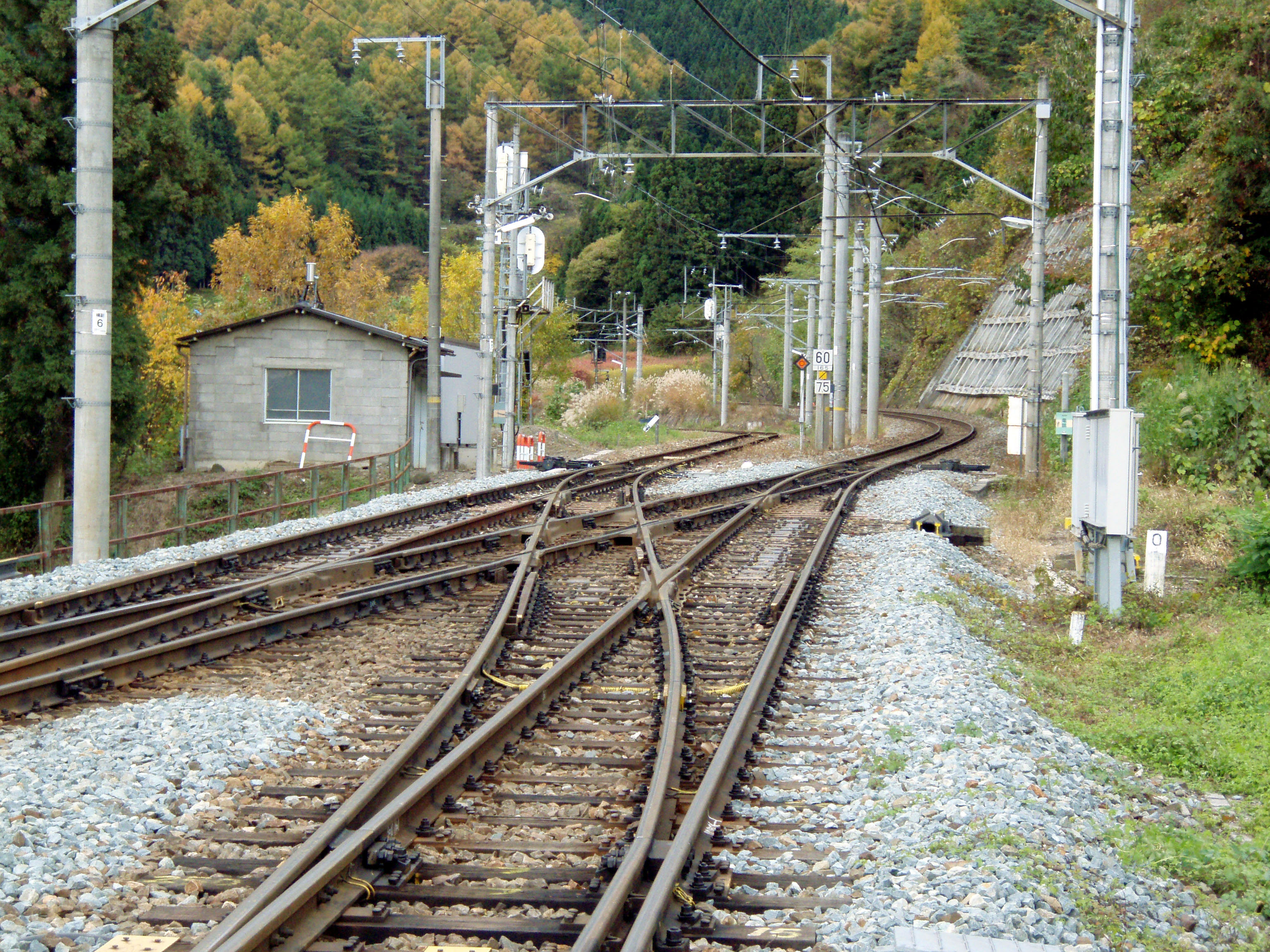
冠着站方向，道岔交叉處

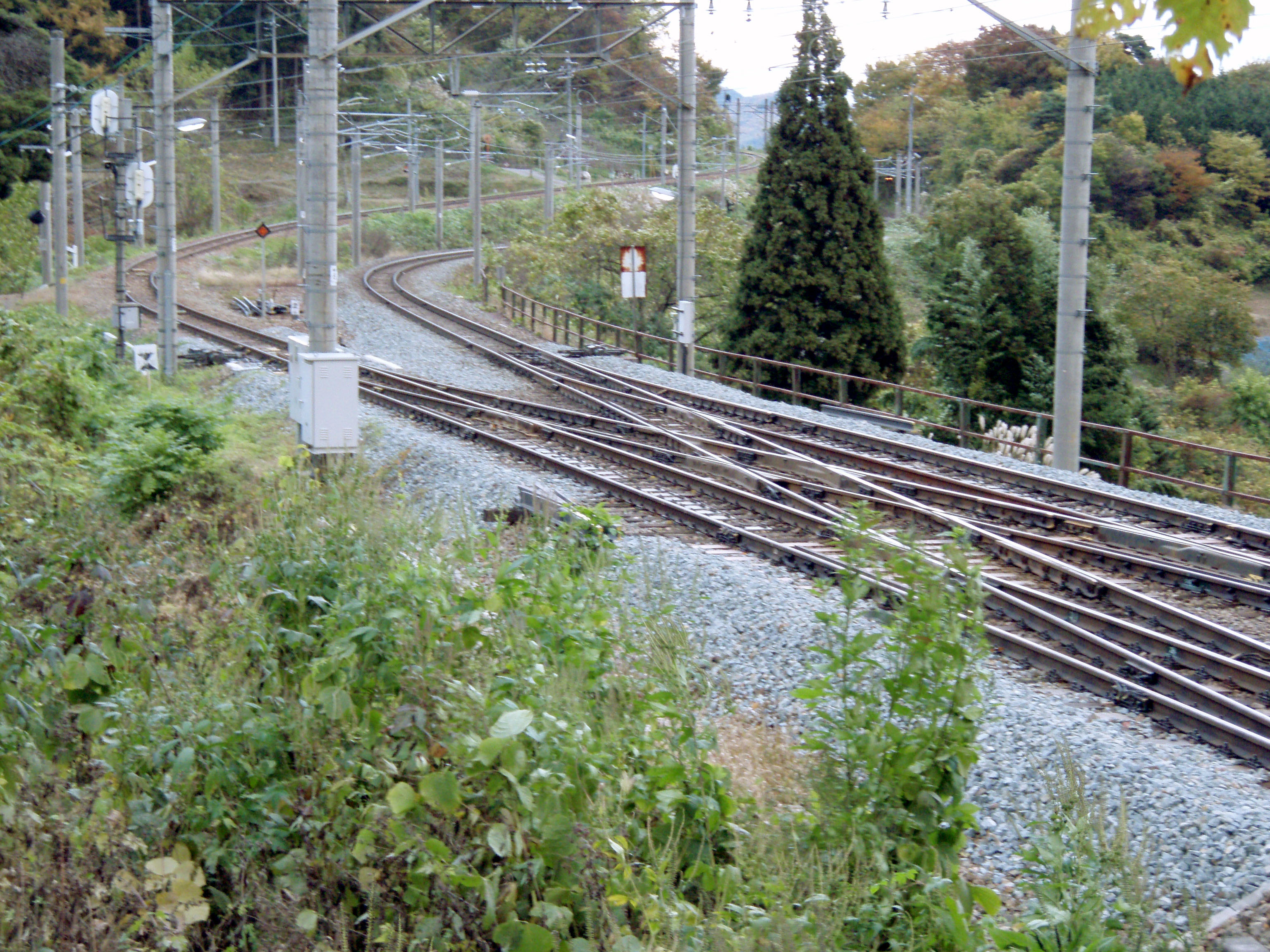
姨捨站方向

羽尾信號場（日语：／ Haneo eki */?）是位於日本長野縣千曲市大字羽尾字御麓的東日本旅客鐵道（JR東日本）篠之井線的一個已廢止的線路所。

## 車站結構
擁有折返式路線，並設有2條安全側線。道岔的轉轍器由姨捨站進行遠程操作。

## 車站周邊
- 长野自动车道

## 历史
- 1966年（昭和41年）3月27日：開業。
- 1987年（昭和62年）4月1日：國鐵分割民營化，成為東日本旅客鐵道的一個車站。
- 2009年（平成21年）3月14日：廢止[1]。

## 相鄰車站
東日本旅客鐵道
■篠之井線
冠着－羽尾信號場－姨捨